# Werner Sellhorn
Werner 'Josh' Sellhorn (Hamburg, 1930 - Berlijn, 17 mei 2009) was een Duits musicoloog. Hij kreeg de bijnaam "Josh" omwille van zijn bewondering voor de Amerikaanse blueszanger Josh White.
Sellhorn organiseerde al in de jaren 1950 voordrachten en demonstraties over jazz in de DDR. Hij verzette zich daarbij tegen de officiële partijlijn van de SED, die jazz afwees als een uitdrukking van de Amerikaanse cultuur. Volgens Sellhorn was jazz echter de muziek van de onderdrukten en hij richtte verschillende jazzclubs op in de DDR.
Wegens een gebrek aan partijtucht werd hij in 1958 uit de SED gesloten. Later werkte hij als docent en als lector bij het Eulenspiegel Verlag. In 1963 stichtte Sellhorn in opdracht van de uitgeverij, «Jazz Lyrik» en «Jazz Lyrik Prosa», die optraden in vele steden van de DDR. Onder de solisten waren onder meer de zangeres Ruth Hohmann en de actrice Angelika Domröse, Wolf Biermann, Eberhard Esche en Annekathrin Burger te vermelden. Sellhorn steunde in 1976 het protest tegen de "uitburgering" van Wolf Biermann. Hij was manager van verschillende jazzorkesten, gaf jazz-CD's uit en organiseerde jazzconcerten met onder meer Ulrich Gumpert, Günter Sommer en Ernst-Ludwig Petrowsky.

## Werken
Boeken
- Jazz - DDR - Fakten. Interpreten, Diskographien, Fotos, CD. Neunplus 1 Edition Kunst, Berlin 2005, ISBN 3-936033-19-6
- Jazz Lyrik Prosa" - Zur Geschichte von drei Kultserien. Neunplus 1 Edition Selbstherausgabe, Berlin 2008, Fotos: Renée Yvel

Platen
- 1995 CD JAZZ – LYRIK – PROSA Amiga/Hansa Musik/BMG
- 1998 CD JAZZ - LYRIK - PROSA II Buschfunk
- 1999 CD LACHEN UND LACHEN LASSEN - Eulenspiegeleien 1 Eulenspiegel Verlages
- 2000 CD Mit Josh um halb acht Raumer Records
- 2004 CD JAZZ - LYRIK - PROSA III Buschfunk